# Silver Apples
Silver Apples — американский дуэт, выступавший в жанре психоделического экспериментального рока с элементами электронной музыки. Основан в 1967 году в Нью-Йорке.
В состав группы входили Симеон Кокс III, игравший на синтезаторе собственного производства, и барабанщик Дэнни Тэйлор. Группа была наиболее активна в период с 1967 по 1969 годы, став одним из первых коллективов, использовавших электронную технику в рок-музыке.

## История
Изначально Симеон и Дэнни Тэйлор были участниками группы The Overland Stage Electric Band, исполнявшей блюз-рок в небольших клубах. Симеон был вокалистом, а Дэнни Тэйлор — барабанщиком. Однажды приятель Симеона показал ему электрический генератор звуковых колебаний, созданный ещё в годы Второй мировой войны. Эта вещь заинтересовала Симеона; он купил аппарат у приятеля за 10 долларов и решил показать генератор группе. Экспериментальное приспособление не заинтересовало никого, кроме барабанщика Дэнни Тэйлора. В конце концов музыканты ушли из группы и в 1967 году основали собственный дуэт Silver Apples (с англ. — «Серебряные яблоки»).
Первые выступления «Яблок» проходили в основном на открытых площадках во время митингов против войны во Вьетнаме, количество зрителей часто доходило до 30 000 человек. Число используемых генераторов постепенно увеличивалось. Симеон признавался, что у него уходило около двух часов на их монтаж и настройку блоков. В результате получалось некое подобие примитивного модульного синтезатора без клавиатуры. В окончательном варианте система состояла из тринадцати генераторов звуковых волн, нескольких дилеев и педалей «вау». 
Группа подписала контракт с независимым лейблом Kapp Records. Менеджеры компании окрестили всю эту электрическую систему «Симеоном» в честь её создателя. Особо необычным был способ «игры» на этой системе, так как Симеону приходилось вращать генераторы своими руками, локтями и ногами одновременно, совмещая это с пением. Ещё одной особенностью дуэта было то, что Симеон просил одного из зрителей настроить стоящий радиоприёмник на любую волну, после чего дуэт собирал отрывки из радиопрограмм и случайных шумов воедино, создавая композицию, которая называлась «Program». Выступления музыкантов вызвыали различную реакцию, в диапазоне от восторга до сдержанного непонимания.
Дебютный альбом группы под названием Silver Apples был записан в 1968 году на четырёхдорожечной аппаратуре в студии лейбла Kapp Records. В отличие от традиционных сессий, работая с группой звукорежиссёру приходилось находиться в обстановке, похожей на «лабораторную работу». Позже дуэт пробовал записываться в студии Record Plant, по соседству с Джими Хендриксом. Музыканты часто устраивали совместные импровизации, во время которых Симеон исполнял басовые ноты на осцилляторах, а Хедрикс играл гитарное соло.
Второй альбом был записан в 24-дорожечной студии фирмы Decca Records в Лос-Анджелесе. В его поддержку был устроен концертный тур по США. Пластинка получила название Contact и вышла в свет в 1969 году. На лицевой обложке диска Симеон Кокс III и Дэнни Тэйлор были сфотографированы в кабине пассажирского лайнера PanAm, а на обороте находилась фотография авиакатастрофы. Менеджеры PanAm остались недовольными дизайном. Авиакомпания организовала в прессе гонения на музыкантов и лейбл, заставила магазины отказаться от реализации альбома и даже попыталась конфисковать оборудование Silver Apples. В итоге альбом не попал в хит-парады.
Музыканты начинали работу над третьим альбомом, но он так и остался незаконченным. В 1970 году дуэт распался. Дэнни Тейлор ушёл работать в телефонную компанию, а Симеон Кокс III стал художником-дизайнером в рекламной фирме.
В 1994 году немецкий лейбл TRC незаконно переиздал на компакт-дисках два альбома Silver Apples 1960-х годов. Симеон Кокс III и Дэнни Тейлор не получили от этого никакого дохода, но переиздание возродило интерес публики к дуэту и в 1997 году в Нью-Йорке состоялось выступление возрождённых Silver Apples. Дуэт успел дать лишь три концерта, так как после одного из выступлений музыканты попали в автомобильную аварию. Симеон Кокс III сильно повредил шею и позвоночник, из-за чего ухудшились его зрение и подвижность рук.
В 2005 году Дэнни Тейлор скончался. Симеон продолжил выступать в одиночку, исполняя старые композиции. Он использовал свои осцилляторы, а также готовые барабанные семплы, смонтированные Тейлором. Иногда он применял семплер Akai S20 со звуками своих устройств вместо ламповых осцилляторов. В домашней студии он использовал программы Sony Acid Pro и Ableton Live.
Последним альбомом группы стал Clinging to a Dream, выпущенный в 2016 году. Симеон Кокс умер 8 сентября 2020 года.

## Дискография

### Альбомы
- 1968 — Silver Apples
- 1969 — Contact
- 1998 — Beacon
- 1998 — The Garden
- 1998 — Decatur
- 2016 — Clinging to a Dream[3]

### Синглы и EP
- 1968 — Oscillations/Misty Mountain
- 1969 — You & I / Confusion
- 1996 — Fractal Flow
- 1997 — Fractal Flow
- 2007 — I Don’t Know
- 2008 — Gremlins

### Компиляции
- 1997 — Silver Apples (переиздание первого и второго альбома)
- 2008 — Selections From The Early Sessions